# Niccolò Massa

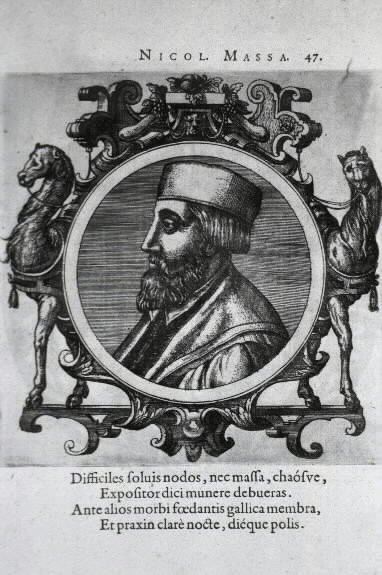
Niccolò Massa

Niccolò Massa (latinisiert Nicolaus Massa; * 14. März 1489 in Venedig; † 27. August 1569 ebenda) war ein italienischer Arzt und Anatom.

## Leben und Wirken
Massa wurde in Padua promoviert und lehrte und wirkte bis zu seinem Tod als Arzt und Professor in seiner Vaterstadt Venedig. In den Jahren 1526 bis 1533 führte er zahlreiche Sektionen durch, die den Ausgangspunkt bildeten für wichtige Beobachtungen und Hinweise in seiner 1536 veröffentlichten Einführung in die Anatomie (Liber introductorius anatomiae). Er entdeckte unter anderem den Ursprung des Riechnervs, mehrere Gesichtsmuskeln und den Musculus genioglossus, gab die erste genauere Beschreibung der Prostata und des Bauchfells und vertrat gegen eine herrschende Lehrmeinung seiner Zeit den empirischen Befund, dass der Uterus nicht in sieben Kammern unterteilt ist.
Einflussreich waren auch seine Schriften über das Pestfieber und über die Syphilis. Den Ursprung der Syphilis verortete er in der Leber, hinsichtlich der Übertragungswege nahm er an, dass diese nicht notwendig auf den Geschlechtskontakt (per contagionem coiti, per pudendas partes) beschränkt seien. Als Heilmittel empfahl er bereits Quecksilber und das Harz des Guajakbaums. Er erkannte als erster den Zusammenhang zwischen syphilitischer Infektion und den neurologisch-psychiatrischen Symptomen der Neurolues.
Als sich nach dem Tod des Avicenna-Übersetzers Andrea Alpago († 1520) in dessen Nachlass eine arabische Handschrift der Avicenna-Biographie von dessen Schüler Al-Dschuzdschani (latinisiert Sorsanus) fand und sich Alpagos Neffe und Erbe Paolo Alpago damit an Niccolò Massa wandte, ließ dieser den Text von einem für venezianische Kaufleute in Damaskus tätigen, offenbar getauften arabischen Dolmetscher namens Marcus Fadella, der laut Zedler das arabische Manuskript in Damaskus zuerst entdeckt hatte, ins Italienische (vulgari sermone) übersetzen und erstellte danach eine eigene lateinische Übersetzung. Massa schrieb eine Vorrede dazu und widmete die Übersetzung Thomas Cademustus aus Lodi Vecchio (lateinisch Laudum vetus oder Laus Pompeja), dem Arzt von Papst Paul III. Die Übersetzung wurde seit der großen Avicenna-Ausgabe von Benedetto Rinio bzw. Benedictus Rinius (* um ca. 1485; † 1565) von 1556 regelmäßig den lateinischen Avicenna-Ausgaben beigefügt und blieb in der westlichen Welt bis ins 19. Jahrhundert die wichtigste Quelle für die Kenntnis der Biographie Avicennas.

## Schriften
- Liber de morbo neapolitani (oder de morbo gallico). Venedig 1527, mehrere Neuausgaben, u. a. Lyon: Barthélemi Trot, 1534 (Digitalisat bei Google Books, letzter Aufruf 24. Februar 2007) und in Joseph Tectander (Hrsg.), Morbi Gallici curandi ratio exquisitissima, Basel: Johann Bebel, 1536 (Digitalisat bei Google Books, letzter Aufruf 24. Februar 2007); ital. Il libro del mal francese, composto dall'eccell. medico, & filosofo M. Nicolo Massa venetiano. nuouamente tradotto da un dottissimo medico, di latino, nella nostralingua italiana, Venedig: Giordano Ziletti, 1566
- Liber introductorius anatomiae. Venedig: rancesco Bindoni und Maffeo Pasini, November 1536 (Digitalisat bei Google Books, letzter Aufruf 24. Februar 2007)
- Liber de febre pestilentiali, ac de pestichiis, morbillis, variolis, & apostematibus pestilentialibus, Venedig: Francesco Bindoni und Maffeo Pasini, 1540
- Principis Avicennae vita ex Sorsano Arabe eius discipulo a Nicolao Massa, Philosopho et Medico, Latinitate donata. Ad excellentissimum Thomam Cademustum Laudensem, summi Pontificis Pauli III. Medicum praestantissimum. / Des großen Avicenna, des Fürsten aller Wissenschaften, Lebenslauf, nach der Erzählung seines Schülers, des Arabers Sorsnus, von Nicolaus Masse, Philosophen und Arzt, in lateinische Sprache gefaßt. An Seine Exzellenz Thomas Cadamustus Laudensis, den vortrefflichen Arzt des Papstes Paul III. Hrsg. von Konrad Goehl. In: Die Vita Avicennae des Sorsanus oder al-Dschusadschani, lateinisch und deutsch. In: Konrad Goehl, Johannes Gottfried Mayer (Hrsg.): Editionen und Studien zur lateinischen und deutschen Fachprosa des Mittelalters. Festgabe für Gundolf Keil. Königshausen & Neumann, Würzburg 2000 (= Texte und Wissen. Band 3), ISBN 3-8260-1851-6), S. 317–337, insbesondere S. 320–327 (lateinischer Text) und 327–337 (Übersetzung ins Deutsche).
- Sopra le infermita, che vengono dall'aere pestilentiale del presente anno 1555. Venedig: Giovanni Griffio, im Auftrag von Giordano Ziletti, 1556
- De venae sectione et sanguinis missione in febribus ex humorum putredine ortis, ac in aliis praeter naturam adfectibus, Venedig: Andrea Arrivabene, 1556; Venedig: Giordano Ziletti, 1568
- Epistolae medicinales, et philosophicae, elegantissimae ad omnes fere morbos nuperrime editae, Venedig: Francesco Bindoni und Maffeo Pasini, 1550, wieder in: Epistolae medicinales diversorum authorum, Lyon: G. Giunta Erben, 1557, S. 233–320